# Le Buclon
Le Buclon est un sommet de la chaîne du Bargy, dans le massif des Bornes, dans le département de la Haute-Savoie.

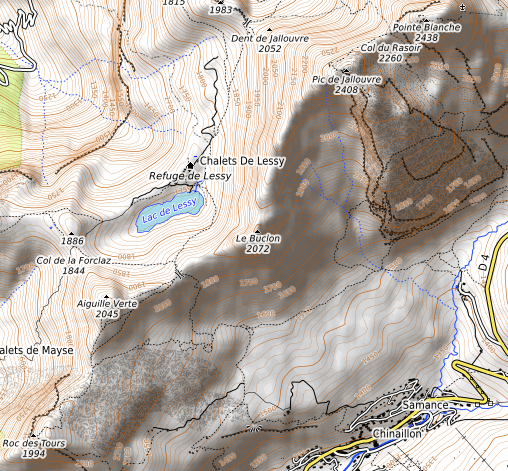
Carte topographique.

Il se trouve sur l'arête reliant le pic de Jallouvre au nord-est à l'aiguille Verte au sud-ouest, dominant le plateau de Samance et le Chinaillon au sud et le lac de Lessy au nord-ouest. Son sommet constitué de calcaire urgonien n'est pas accessible à pied, les sentiers de randonnée restant sur les flancs de la montagne.

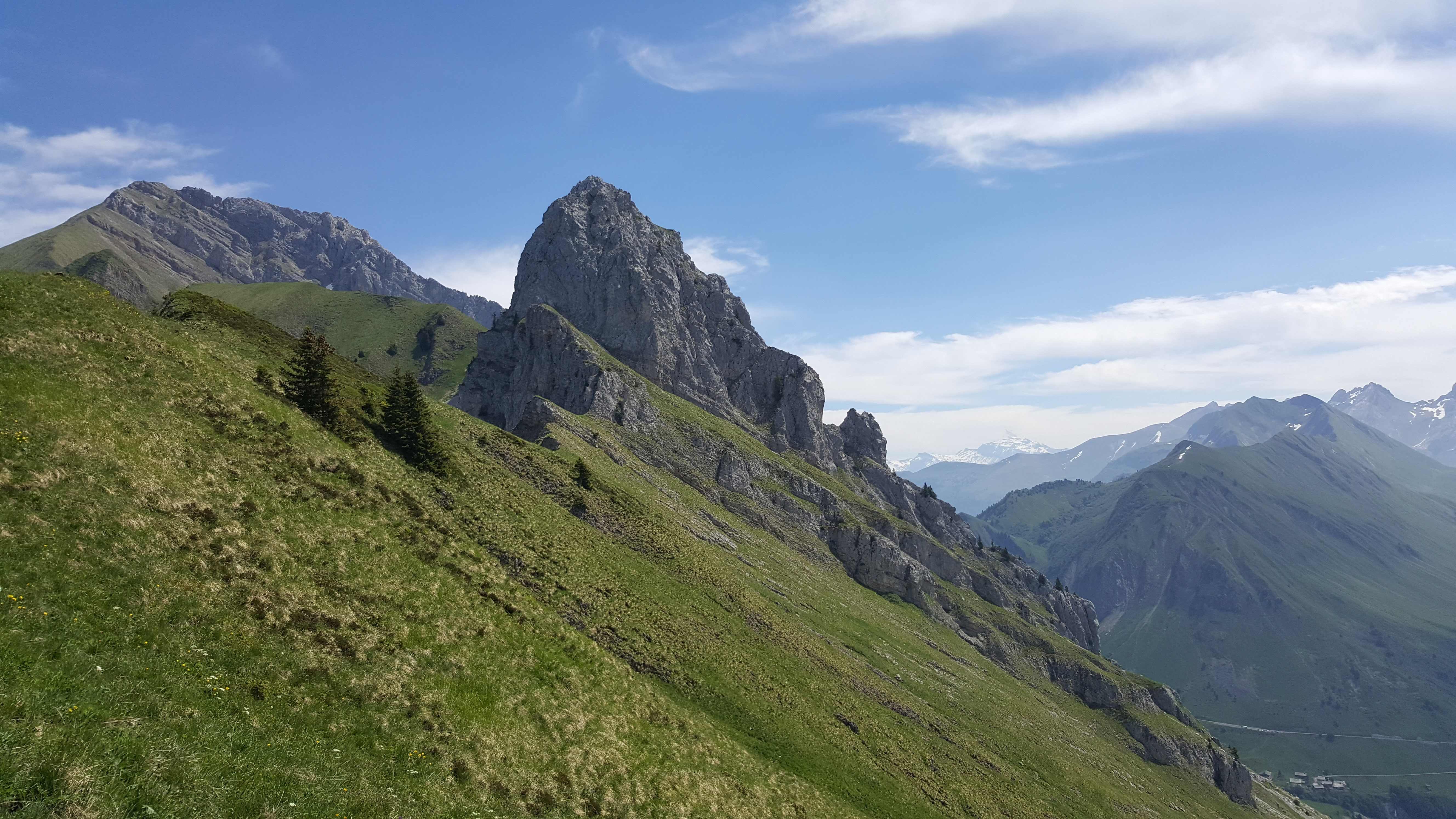
Le Buclon (au centre) et le pic de Jallouvre (à gauche) vus depuis la crête menant à l'aiguille Verte au sud-ouest.
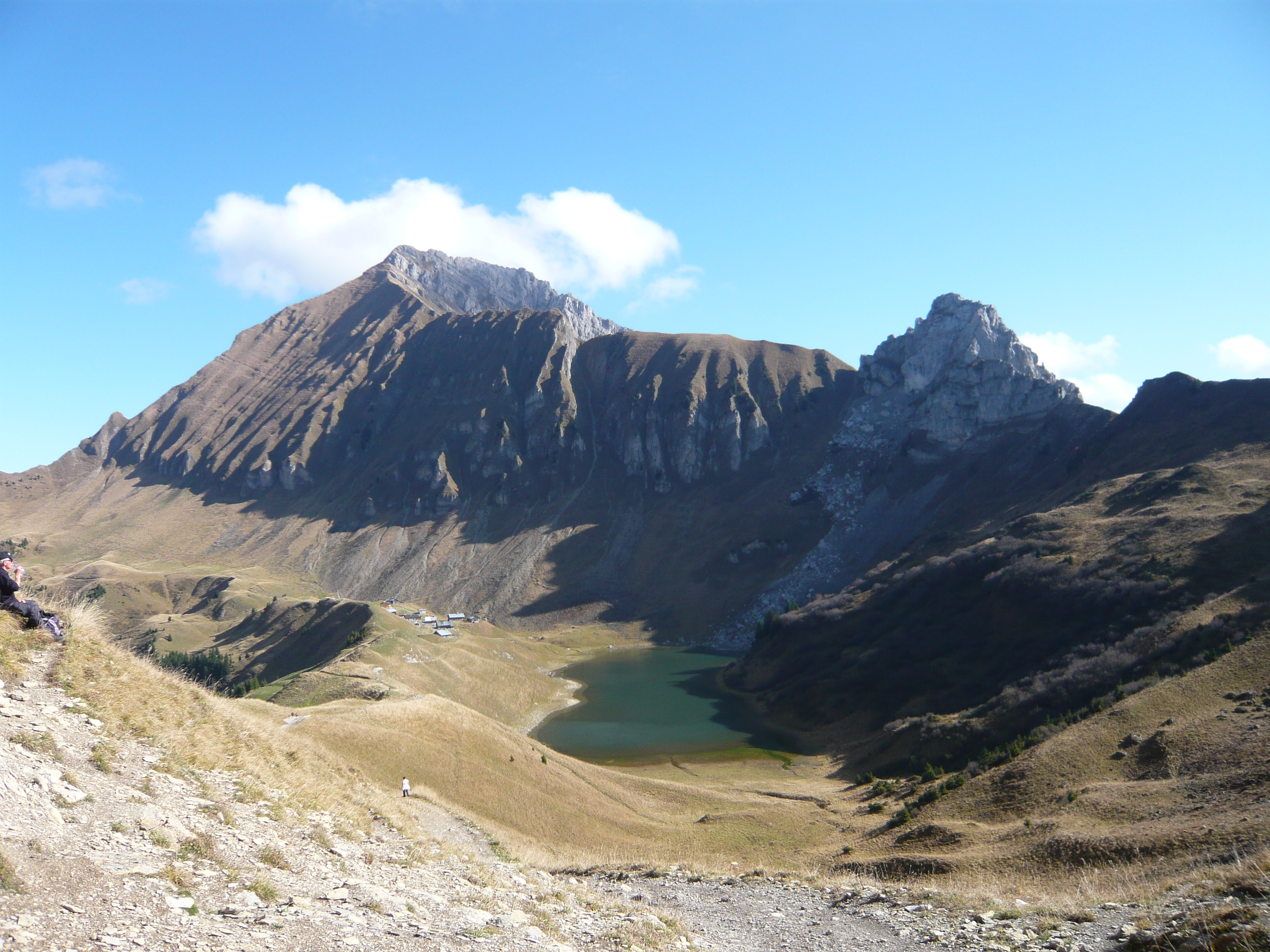
Le Buclon (à droite) et le pic de Jallouvre (à gauche) vus depuis le col de la Forclaz à l'ouest dominant le lac de Lessy.